# تودور نيديليف
تودور نيديليف (بالبلغارية: Тодор Неделев)‏ (7 فبراير 1993 ببلوفديف في بلغاريا - ) هو لاعب كرة قدم بلغاري في مركز الوسط. شارك مع منتخب بلغاريا تحت 17 سنة لكرة القدم ومنتخب بلغاريا تحت 19 سنة لكرة القدم ومنتخب بلغاريا تحت 21 سنة لكرة القدم ومنتخب بلغاريا لكرة القدم. أما مع النوادي، فقد لعب مع ماينتس 05 ونادي بوتيف بلوفديف و1. FSV Mainz 05 II ‏.

## وصلات خارجية
- تودور نيديليف على موقع الاتحاد الأوربي (الإنجليزية)
- تودور نيديليف على موقع قاعدة بيانات كرة القدم.إي يو (الإنجليزية)
- تودور نيديليف على موقع ناشيونال فوتبول تيمز (الإنجليزية)
- تودور نيديليف على موقع Soccerway.com (الإنجليزية)
- تودور نيديليف على موقع عالم كرة القدم.نت (الإنجليزية)
- تودور نيديليف على موقع AS.com (الإسبانية)